# Gant-Wevelgem 1999
La Gant-Wevelgem 1999 fou la 61a edició de la cursa ciclista Gant-Wevelgem i es va disputar el 7 d'abril de 1999 sobre un recorregut de 210 km. El vencedor, per segona vegada en la seva carrera, fou el belga Tom Steels (Mapei), que s'imposà a l'esprint en un grup de quinze ciclistes que arribà destacat a l'arribada. El polonès Zbigniew Spruch (Lampre-Daikin) i el neerlandès Tristan Hoffman (TVM) completaren el podi.

## Classificació final
|    | Cilista                 | Equip                   | Temps      |
| -- | ----------------------- | ----------------------- | ---------- |
| 1  | Tom Steels (BEL)        | Mapei-Quick Step        | 5h 15' 53" |
| 2  | Zbigniew Spruch (POL)   | Lampre-Daikin           | m. t.      |
| 3  | Tristan Hoffman (NED)   | TVM-Farm Frites         | m. t.      |
| 4  | George Hincapie (USA)   | US Postal               | m. t.      |
| 5  | Romāns Vainšteins (LAT) | Vini Caldirola-Sidermec | m. t.      |
| 6  | Juris Silovs (LAT)      | Team Home-Jack & Jones  | m. t.      |
| 7  | Andrei Txmil (BEL)      | Lotto-Mobistar          | m. t.      |
| 8  | Ludo Dierckxsens (BEL)  | Lampre-Daikin           | m. t.      |
| 9  | Steffen Wesemann (DEU)  | Team Deutsche Telekom   | m. t.      |
| 10 | Léon van Bon (NED)      | Rabobank                | m. t.      |